# Hjalmar Frederik Christian Kiaerskov
Hjalmar Frederik Christian Kiaerskov (o Hjalmar Kiærskou) (1835 - 1900 ) fue un botánico y pteridólogo danés.

## Biografía
Era hijo del pintor Frederik Christian Jakobsen Kiærskou (1805–1891). En 1862 se gradúa de Ms.Sc.. En 1861 es asistente del Jardín Botánico de Copenhague, primero como Ayudante, y luego de 1875 a 1883 como bibliotecario. En 1873 se casa con su prima Margrethe Olivia Gindrup. En 1883 es Inspector del Museo Botánico. De 1869 a 1893 fue editor de la revista „Botanisk Tidsskrift“. De 1882 a 1889 fue profesor del "Monrad'ske Kursus Danmarks Lærerhøjskole" en Copenhague. En 1882 fue docente del "Politécnico Lehranstalt". De 1876 a 1883 fue asistente del Laboratorio Químico de Sigfred Frederik Edvard Valdemar Stein.

## Algunas publicaciones
- 1884. En monografisk skildring af havekaalens, rybsens og rapsens kulturformer (mit Samsøe Lund)
- 1890. Myrtaceae ex India occidentali a dominis Eggers, Krug, Sintenis, Stahl aliisque collectae
- 1893. Enumeratio Myrtacearum Brasiliensium quas collegerunt viri doctissimi Glaziou, Lund, Mendona, Raben, Reinhardt, Schenck, Warming aliique. Hauniae. Apud. Jul. Gjellerup. Ex Officina. Hoffensbergiana, 1893.

## Honores

### Eponimia
- (Myrtaceae) Calyptranthes kiaerskovii Krug & Urb.[1]

- (Myrtaceae) Eugenia kiaerskoviana Mattos & D.Legrand[2]

- (Myrtaceae) Siphoneugena kiaerskoviana (Burret) Kausel[3]